# Pirtó
Pirtó je obec v Maďarsku v župě Bács-Kiskun v okrese Kiskunhalas. K 1. lednu 2018 zde žilo 916 obyvatel.

## Geografie
Obec je vzdálena asi 10 km severně od okresního města Kiskunhalas. Od města s župním právem, Kecskemétu, se nachází asi 50 km jihozápadně.

## Doprava
Do obce se lze dostat silnicí z Kiskunhalasu, Soltvadkertu a Tázláru. Dále jí prochází důležitá železniční trať Budapešť–Kiskunhalas–Subotica–Bělehrad, na které se nachází stanice Pirtó a zastávka Pirtói szőlők.